# مارتینا فوس-تکلنبرگ
مارتینا فوس-تکلنبرگ (زادهٔ ۲۲ دسامبر ۱۹۶۷ میلادی) یک بازیکن بازنشسته فوتبال زنان است.وی در پست هافبک بازی می‌کرد.او هم اکنون مربی تیم ملی فوتبال زنان آلمان است و پیشتر به عنوان بازیکن برای تیمهای باشگاهی دویسبورگ و اف اف او اس ف ینا نیز بازی کرده‌است.

## پیشه بین‌المللی
تکلنبرگ به همراه دوریس فیتشن و زیلویا ناید از موفقترین فوتبالیستهای زن آلمان به شمار می‌آید که دارای هفت عنوان ملی و شش جام از فدراسیون فوتبال آلمان است.

## پیشه مربیگری
پس از پایان دوران بازی خود او کار خود را به عنوان مربی و در لیگ دسته پنج و با تیم اس وی اشتارلن آغاز کرد.در سال ۲۰۰۸ وی سرمربی تیم دویسبورگ شد. او همچنین ویراستار مجلهٔ فوتبال زنان است.